# Renault Z.E.
Renault ZE (ZE significa Zero Emission, Cero Emisiones) es un programa de todos los vehículos eléctricos de Renault y que se inició con una serie de coches de concepto, seguidos de coches en producción. El primer coche de producción es el Renault Fluence ZE. En 2011 Renault se adjudicó un contrato para suministrar 15.600 vehículos eléctricos para el Gobierno francés y el servicio postal estatal, La Poste. Los vehículos estarán en una flota planificada de 25.000 vehículos eléctricos propiedad del Gobierno francés. 

## Modelos de producción
En 2010 Renault anunció los detalles de los primeros vehículos destinados a la producción en 2011, el Fluence ZE y la Kangoo ZE.  
Renault anunció que el coche de ciudad previamente Zoé se producirá en Flins, en Francia, y el vehículo basado en Twizy. El prototipo se construyó en Valladolid en España.
Renault inicialmente compró baterías de AESC, la joint venture Nissan-NEC  en Japón. Se anunció el desarrollo de instalaciones de producción de baterías en Francia, Japón, Portugal, Reino Unido y los EE. UU.
El Megane ZE, versión hatchback del Fluence ZE, está también en el desarrollo.

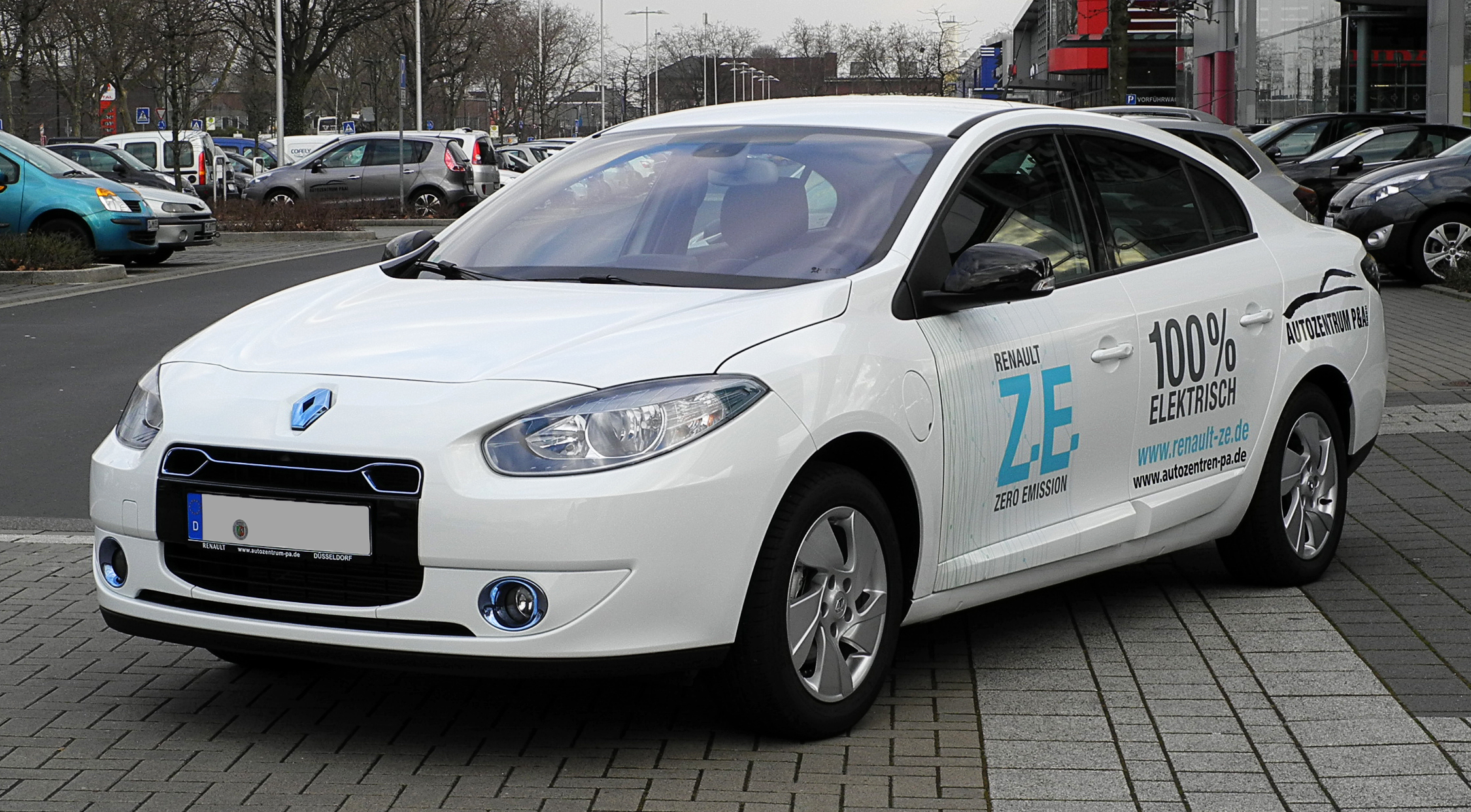
Renault Fluence Z.E.
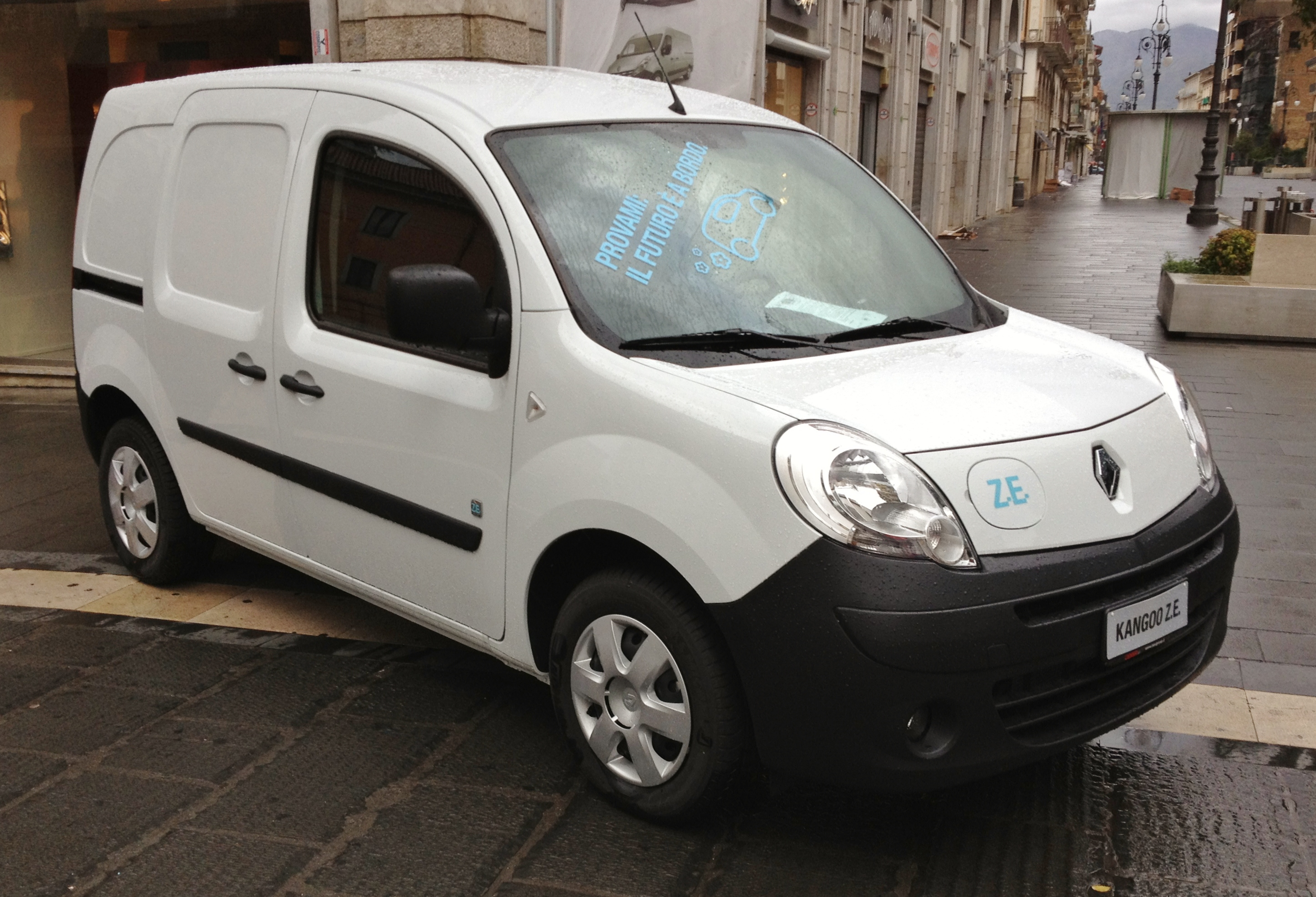
Renault Kangoo Z.E.
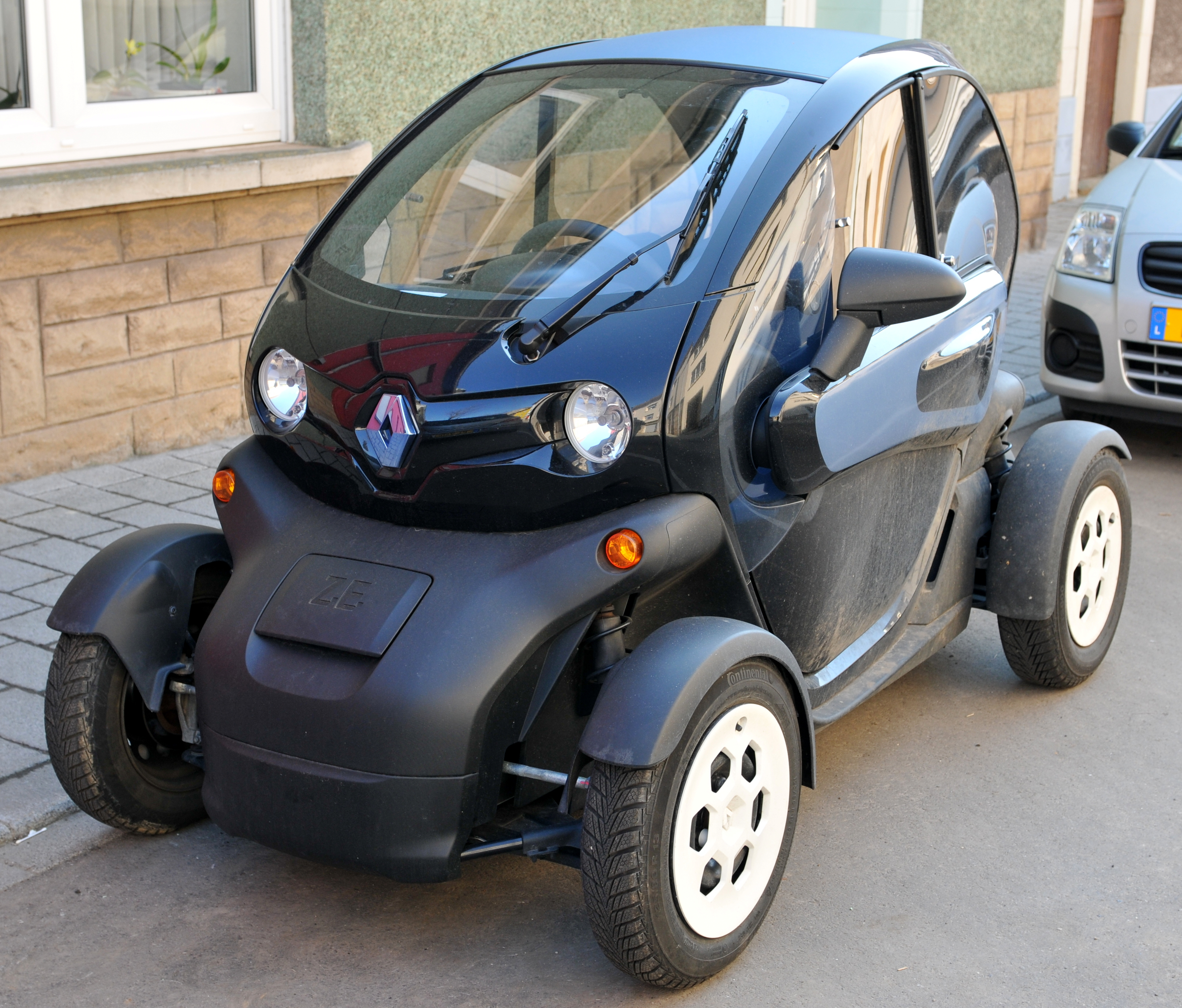
Renault Twizy
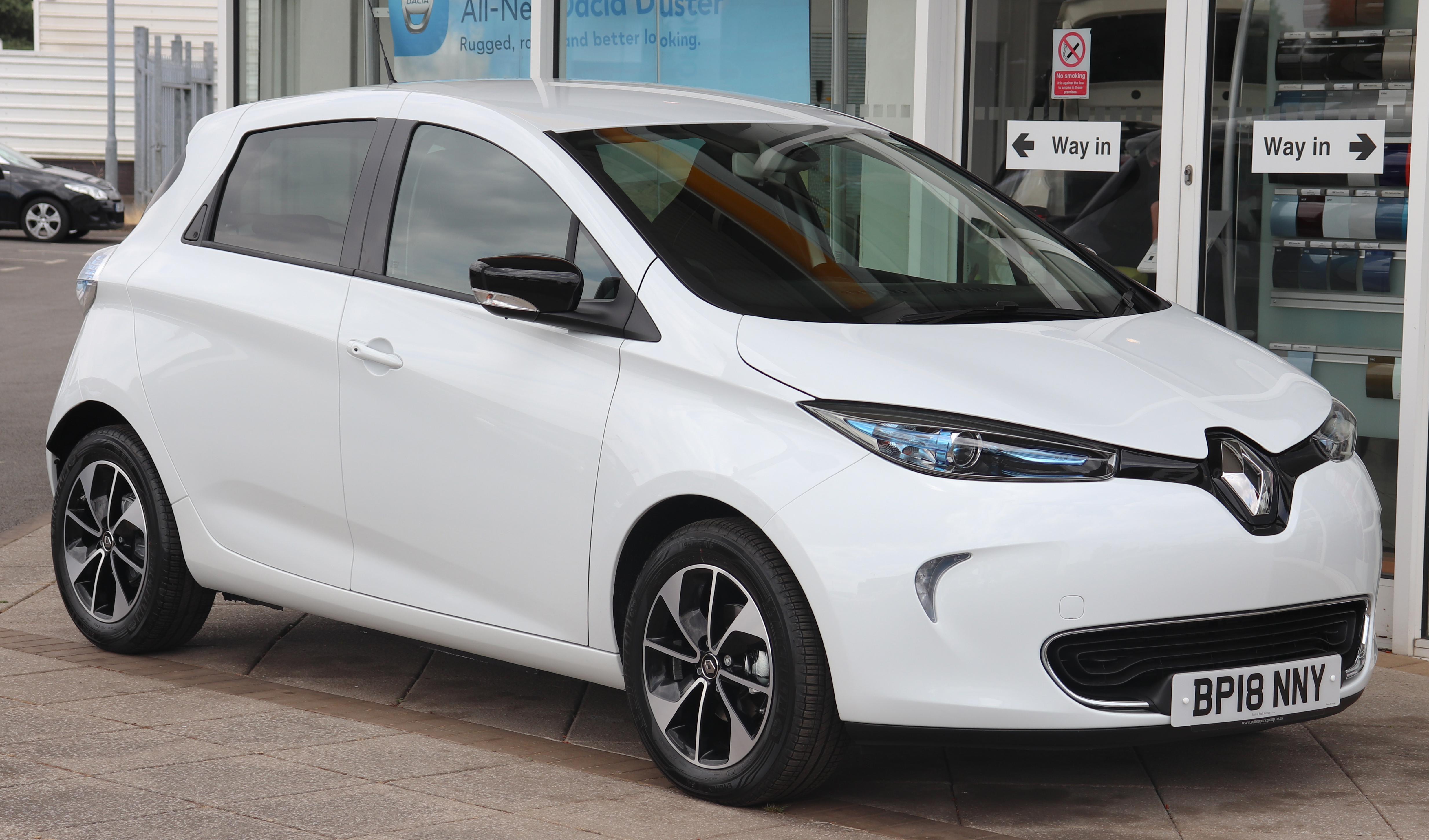
Renault ZOE
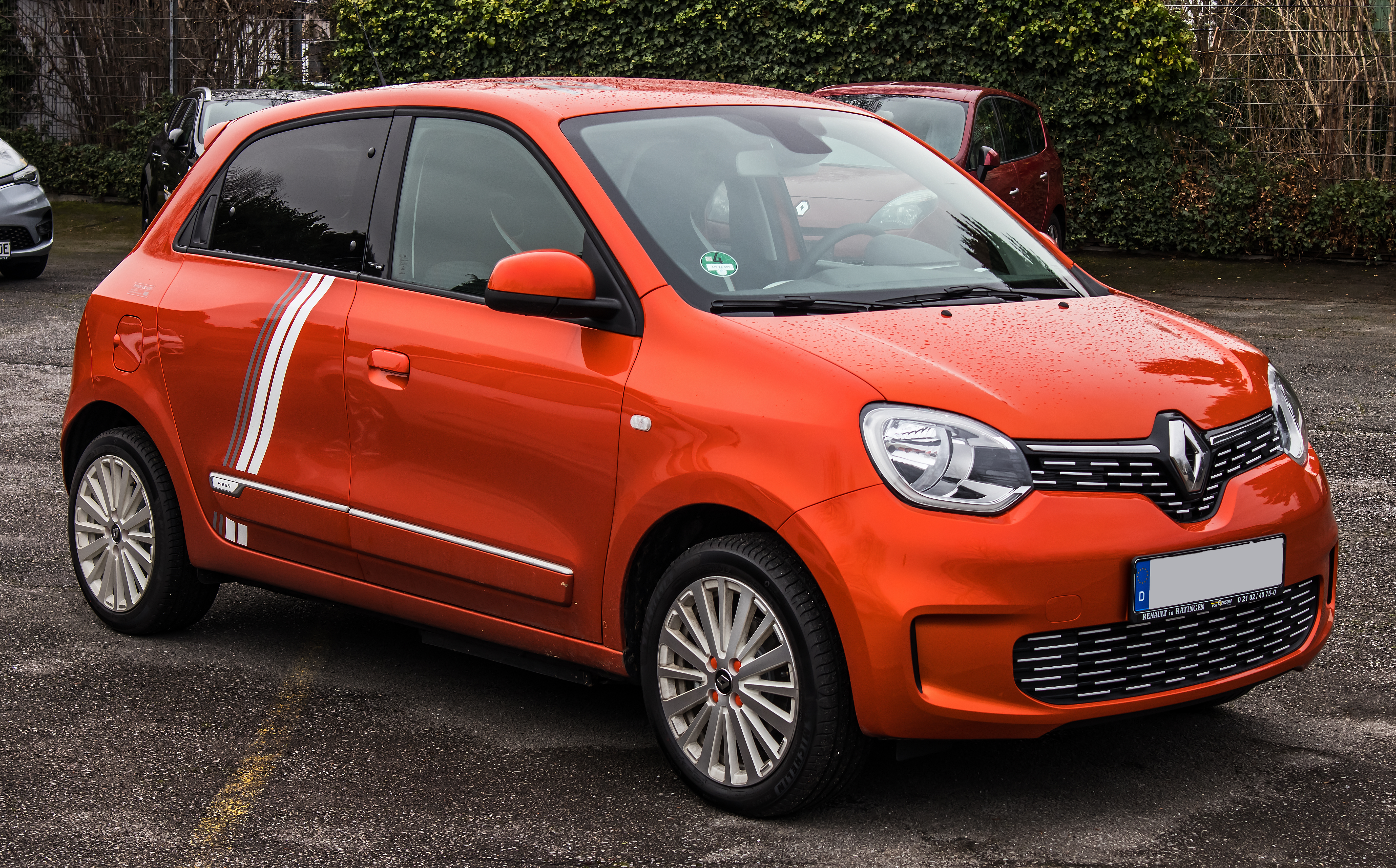
Renault Twingo Z.E.
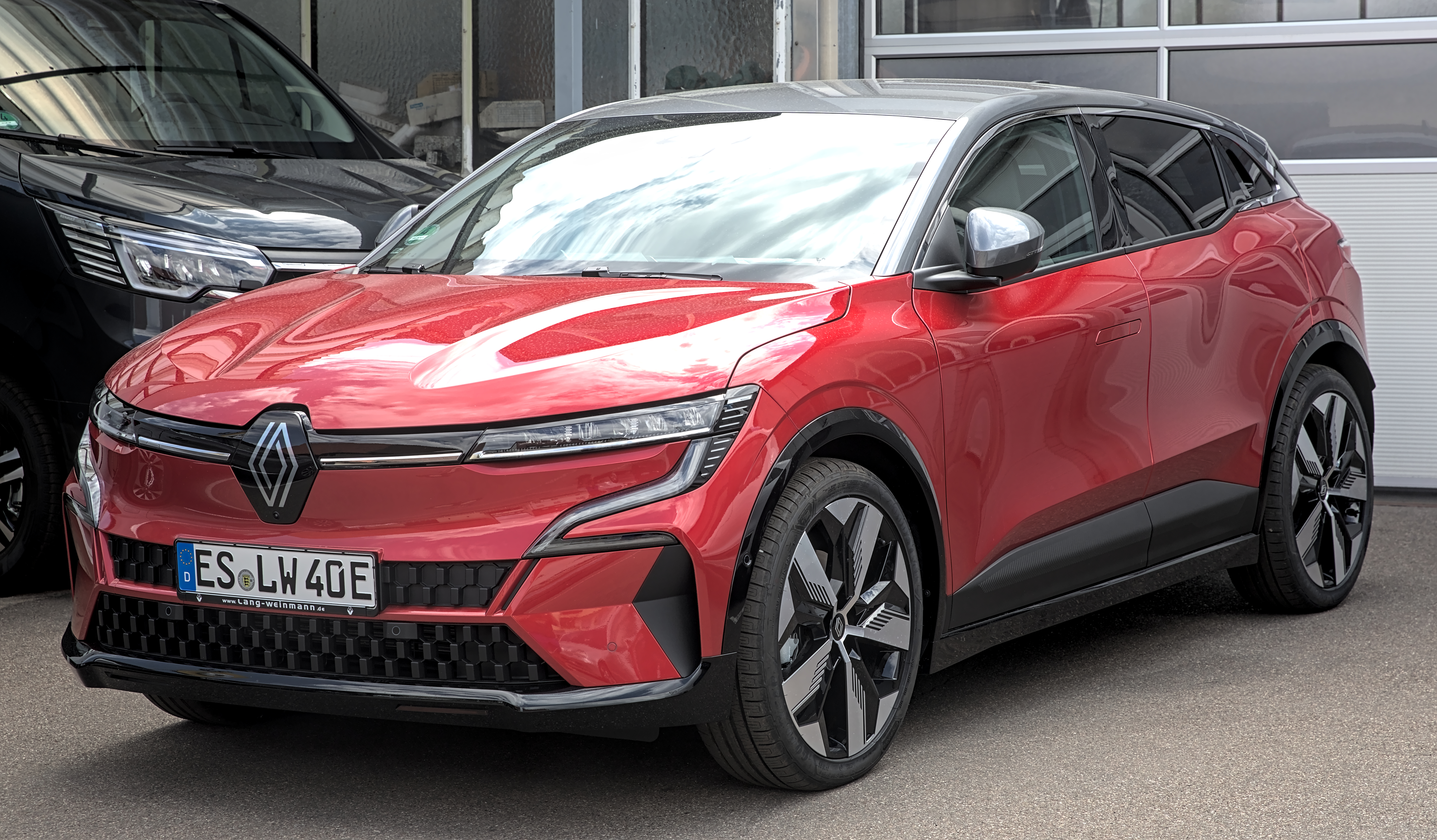
Renault Mégane E-Tech

## Próximos modelos

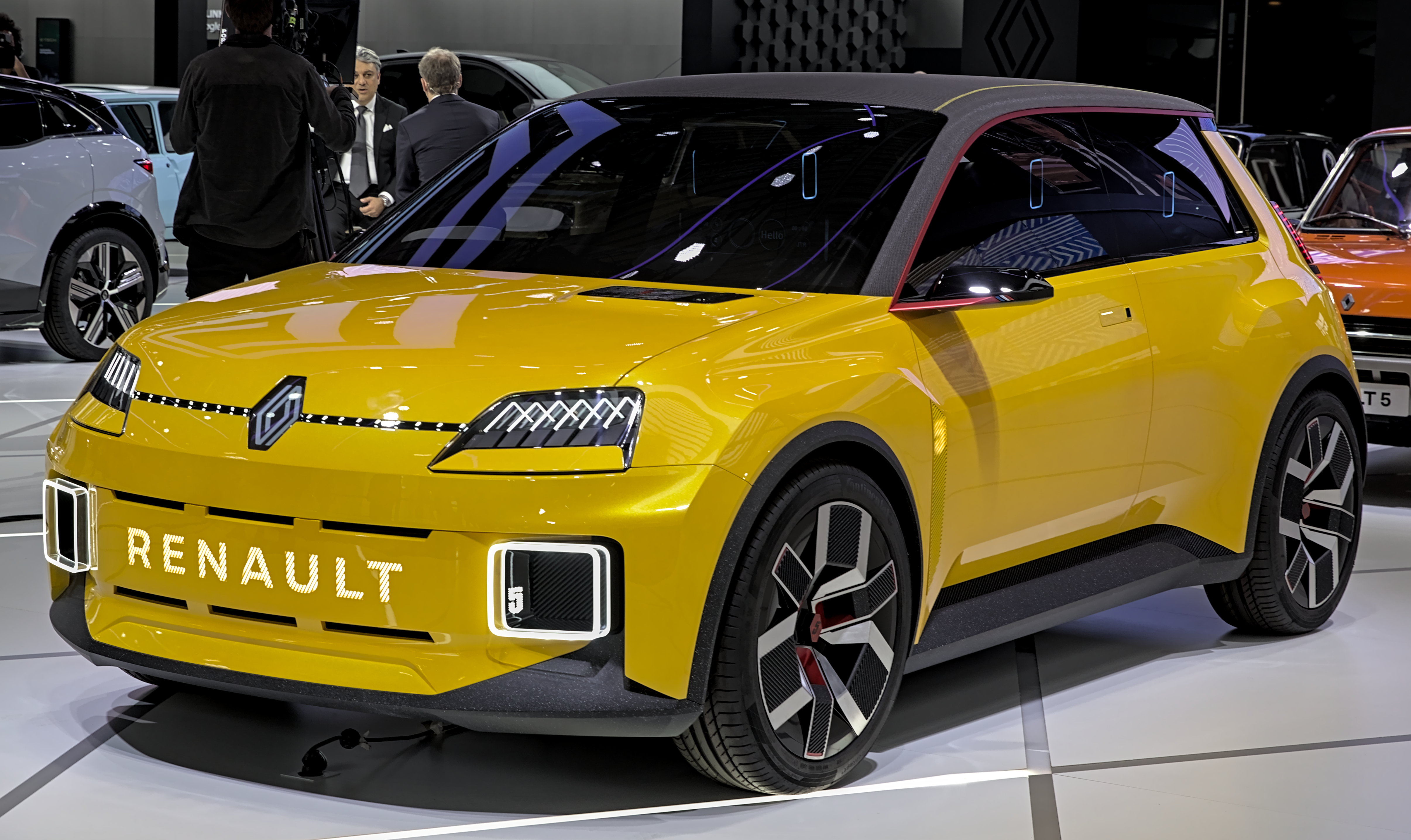
Renault 5 EV